# شب دوازدهم (فیلم ۱۹۳۳)
شب دوازدهم (انگلیسی: Twelfth Night) فیلمی است که در سال ۱۹۳۳ منتشر شد.